# Calcutta (Taxi Taxi Taxi)
"Calcutta (Taxi Taxi Taxi)" é uma canção do artista musical sueco Dr. Bombay, que foi oficialmente lançado em 1998 como single de estreia do artista e de seu álbum de estreia, "Rice & Cure". A canção se tornou grande sucesso na Europa, chegando alcançar a posição de número 1 na Suécia e o número 31 em toda a Europa. Em 1999, Calcutta (Taxi Taxi Taxi) ganhou uma versão pelo cantor Taiwanês Yuki Hsu, titulada de "Who's Naughty". A música é cantada na perspectiva do Dr. Bombay, um motorista de taxi indiano excêntrico que é empregado pelo seu tio e, apesar de sua visão prejudicada e falta de licença para operar, adora dirigir seu táxi.

## Lista de Faixas
CD Single
1. Calcutta - Original Version – 3:20
2. Calcutta - Extended Version – 4:16

Single CD-maxi
1. Calcutta - Original Version – 3:20
2. Calcutta - Extended Version – 4:16
3. Calcutta - Karaoke Version – 3:18
4. Calcutta - Alternative Mix – 4:16

## Desempenho nas tabelas musicais

### Tabela musical
| Tabela musical (1998)                | Posição de pico |
| ------------------------------------ | --------------- |
| Áustria - (Ö3 Austria Top 40)        | 31              |
| Dinamarca - (IFPI)                   | 12              |
| União Europeia - (Eurochart Hot 100) | 31              |
| Alemanha - (Official German Charts)  | 28              |
| Suíça - (Schweizer Hitparade)        | 35              |
| Noruega - (VG-Lista)                 | 2               |
| Suécia - (Sverigetopplistan)         | 1               |

## Recepção de Críticas
A Music & Media descreveu a música como uma "sintonizada de dança de papoula assemática asiática", e ainda comparou a música como a mistura de um cantor indiano com a banda Aqua.

## Videoclipe
O videoclipe da música foi produzido em 1998, e mostra Jakobsen dirigindo pelas ruas de Calcutá em um Austin FX4, vestido com um kurta, usando um óculos escuros e um turbante. Durante as cenas, mostra Dr. Bombay atropelando pedestres, roubando o almoço de um cliente, rouba também um jornal de forma semelhante. Ao longo do vídeo, a ação frequentemente corta para 180 graus do interior do táxi, no qual Jakobsen é sobreposta com várias instâncias de si mesmo que podem ser vistas fazendo gestos com mão, dançando, dormindo, pendurando as janelas e interagindo um com o outro. Grande parte do vídeo foi filmado na Malásia, como pode ser deduzido de placas de números de veículos em exibição no clipe.

## Ligações Externas
- Dr. Bombay no Bubblegum Dancer